# 秋田県道128号田代平大清水線
秋田県道128号田代平大清水線（あきたけんどう128ごう たしろたいおおしみずせん）は、秋田県鹿角市を通る一般県道である。

## 概要
秋田県の北東、十和田湖南東部を通る国道454号から分岐し、高原地帯・田代平（たしろたい）をほぼ南または南西方向へ進む。田代森の南を通り、鹿角市十和田大湯字大湯国有林地内で国道104号に合流する。
路線の周辺はツキノワグマの生息地で、またネマガリダケが自生しており、2016年にはタケノコ採りに入山した人がツキノワグマに襲われる事件（十和利山熊襲撃事件）が多発していた。

### 路線データ
- 総延長 : 9.122 km[3]
- 実延長 : 9.122 km[3]
- 起点 : 秋田県鹿角市十和田大湯字田代平4番1（国道454号交点）[4]北緯40度24分40.79秒 東経140度58分12.59秒
- 終点 : 秋田県鹿角市十和田大湯字大湯国有林53林班（国道104号交点）[4]北緯40度21分21.48秒 東経140度55分15.67秒
- 未供用区間 : なし[3]

## 歴史
- 1976年（昭和51年）2月7日 - 秋田県道に認定される[4]。

## 路線状況

### 冬期閉鎖区間
- 区間 : 鹿角市十和田大湯字田代平・地内[5]
  - 期日 : 11月下旬 - 翌年4月[6]

### 交通不能区間
- なし[7]

## 地理

### 交差する道路
| 施設名 | 接続路線名                                    | 備考 | 所在地                       |
| ------ | --------------------------------------------- | ---- | ---------------------------- |
|        | 国道454号 （=青森県道21号田子十和田湖線重複） | 起点 | 鹿角市十和田大湯字田代平     |
|        | 国道104号                                     | 終点 | 鹿角市十和田大湯字大湯国有林 |

### 沿線の施設など
- 田代森
- 熊取牧場（熊取平）